# Hans-Dieter Degler
Hans-Dieter Degler (* 10. März 1950 in Berlin) ist ein deutscher Journalist und Unternehmer. Seit 2001 arbeitet er an der Entwicklung neuer Medien für unterschiedliche Verlagshäuser.

## Leben
Nach einem Volontariat bei der Mainzer Allgemeinen Zeitung holte ihn Günter Gaus 1973 als politischen Redakteur zum Hamburger Nachrichtenmagazin Der Spiegel. Dort machte sich Degler einen Namen als Autor von Titelgeschichten und Büchern über die Rote Armee Fraktion, die Grünen und Umweltthemen.
1986 startete er zusammen mit Markus Peichl die Zeitschrift Tempo, anschließend Politikchef beim Stern. 1990 wechselte er in eine Entwicklungsredaktion des Axel Springer Verlages und wurde Chefredakteur der Berliner Tageszeitung Der Morgen. Ab 1993 beriet er den Vorstandsvorsitzenden des Axel-Springer-Verlags, Günter Wille.
Verleger Rudolf Augstein holte ihn zum Spiegel zurück. Dort leitete er mehrere Ressorts und entwickelte das Kulturmagazin Kulturspiegel. Anschließend konzeptionierte und leitete er die Internetmedien manager-magazin.de, Spiegel Online sowie die Realtime-Zeitung ICE-press.
2001 schied Degler als Vorstand der Spiegelnet AG aus der Spiegel-Gruppe aus und gründete das Medienberatungsunternehmen „Smart Media“, das Verlagshäuser im In- und Ausland berät, 2003 die „NOW Medien GmbH“, die Online- und Printobjekte entwickelt, sowie 2014 „pocketstory“, eine Online-Plattform, bei der einzelne Printtexte aus deutschen Zeitschriften, Zeitungen und Büchern für Computer und mobile Endgeräte gekauft werden können. Seit Juli 2015 ist Degler Präsident des Kuratoriums der Akademie für Publizistik in Hamburg.

## Auszeichnungen
- 1999: Lead Award
- 2000: Goldene Feder